# Epalpus lindigii
Epalpus lindigii là một loài ruồi trong họ Tachinidae.